# Estadio Roumdé Adjia
El Estadio Roumdé Adjia es un estadio multiusos ubicado en la ciudad de Garoua, Camerún. Fue inaugurado en el año 1978 y es utilizado principalmente para partidos de fútbol. Es la sede del Cotonsport Garoua, el club de fútbol más importante de la ciudad y uno de los más tradicionales de Camerún.
El estadio luego de que fue remodelado en 2010 cuenta con capacidad para 22 000 espectadores. Es una de las sede de la Copa Africana de Naciones 2021 que se realiza en Camerún.

## Eventos Importantes

### Copa Africana de Naciones 2021
- El Estadio Roumdé Adjia albergó 8 partidos de la Copa Africana de Naciones 2021.
| Fecha               | Selección #1  | Resultado | Selección #2  | Ronda                 | Espectadores |
| ------------------- | ------------- | --------- | ------------- | --------------------- | ------------ |
| 11 de enero de 2022 | Nigeria       | 1–0       | Egipto        | Primera fase, Grupo D |              |
| 11 de enero de 2022 | Sudán         | 0–0       | Guinea-Bissau | Primera fase, Grupo D |              |
| 15 de enero de 2022 | Nigeria       | 3–1       | Sudán         | Primera fase, Grupo D |              |
| 15 de enero de 2022 | Guinea-Bissau | 0–1       | Egipto        | Primera fase, Grupo D |              |
| 18 de enero de 2022 | Ghana         | 2–3       | Camerún       | Primera fase, Grupo C |              |
| 19 de enero de 2022 | Guinea-Bissau | 0–2       | Nigeria       | Primera fase, Grupo D |              |
| 23 de enero de 2022 | Nigeria       | 0–1       | Túnez         | Octavos de final      |              |
| 29 de enero de 2022 | Burkina Faso  | 1–0       | Túnez         | Cuartos de final      |              |